# Шалимовы
Шалимовы (Шелимовы) — несколько русских дворянских родов.

## Происхождение
От Истомы Шалимова, господина, казанского жильца (1568), но, может быть, и древнее, так как Шалимовы как помещики известны в Новгороде и Владимире со второй половины XV века (Веселовский 1974, с. 360). В дворянстве утверждены с 1741 года (ОГДР, III, с. 117).
Н. А. Баскаков (1979, с. 137), не сомневаясь в тюркском происхождении рода, выводит основу фамилии к тюрко-персидскому шах алим, то есть «царь ученых».

## История
Наиболее древний род восходит ко второй половине XVII века и записан в VI части родословных книг Орловской и Екатеринославской губерний Российской империи.
Другой род ведёт начало от лейб-компанца Клима Алексеева Шалимова, участника двороцового переворота 1741 года и записан в I части родословной книги; герб его внесён в III часть Общего Гербовника дворянских родов Российской империи.
Остальные дворянские роды этой фамилии более позднего происхождения.

## Описание герба
Щит разделён перпендикулярно на две части, из коих в правой части, в чёрном поле, между тремя серебряными пятиугольными звёздами, изображено золотое стропило с означенными на оном тремя горящими гранатами натурального цвета. В левой части, в серебряном мурованном поле, фузея чёрного цвета с примкнутым штыком.
Щит увенчан обыкновенным дворянским шлемом, на котором наложена Лейб-Компании гренадерская шапка со страусовыми перьями красного и белого цветов, а по сторонам оной шапки видны два чёрных орлиных крыла, и на них по три серебряные звезды. Намёт на щите чёрный, подложенный с правой стороны серебром, а с левой стороны — золотом. Герб Шалимова внесён в Часть 3 Общего гербовника дворянских родов Всероссийской империи, стр. 117